# Mormoops
Mormoops és un gènere de ratpenat de la família dels mormoòpids.

## Taxonomia
- Ratpenat barbut antillà (Mormoops blainvillii)
- Mormoops magna †
- Ratpenat barbut de Peters (Mormoops megalophylla)